# 番匠塾
番匠塾（ばんしょうじゅく）とは、認定職業訓練による職業能力開発校。

## 沿革
- 1989年（平成元年）4月 - 株式会社中野工務店が若手大工養成を目的に番匠塾を開塾する。
- 1995年（平成7年）4月 - 中野工務店、青木工務店、大野建設、榊住建、大和工務店らが認定職業訓練の施設として広域職業訓練校番匠塾を芝浦工業大学開校する。
- 2007年（平成19年）1月現在 - 休校中。